# Andria Balancziwadze
Andria Balancziwadze (gruz. ანდრია ბალანჩივაძე; ur. 19 maja?/1 czerwca 1906 w Petersburgu, zm. 28 kwietnia 1992 w Tbilisi) – gruziński kompozytor. Syn Melitona, brat choreografa Georgiego. Absolwent konserwatoriów: Tyfliskiego (w klasie kompozycji Michaiła Ippolitowa-Iwanowa) i Leningradzkiego (w klasie fortepianu Mariji Judiny). Od 1935 wykładał w konserwatorium w Tbilisi, od 1942 jako profesor, a od 1962 jako kierownik katedry kompozycji. Od 1932 należał do Związku Kompozytorów Gruzińskiej SRR, którego 1953–1961 i 1968–1973 był przewodniczącym Zarządu, następnie honorowym przewodniczącym. Autor dwóch symfonii, czterech koncertów fortepianowych i baletu „Serce gór” (1936). W swych utworach reprezentuje postromantyczny akademizm radziecki. Jego I Symfonię wykonała na swym koncercie 25 stycznia 1972 Orkiestra Symfoniczna Polskiego Radia i Telewizji w Krakowie. Dyrygował Dżansug Kachidze. W 1968 został Ludowym Artystą ZSRR. Był deputowanym do Rady Najwyższej Gruzińskiej SRR od 1. do 5. kadencji.

## Wybrane utwory
- Symfonia nr 1 – 1944
- Symfonia nr 2 – 1959
- Poemat symfoniczny „Dniepr” – 1947
- Poemat symfoniczny „Morze” – 1952

## Odznaczenia i nagrody
- Medal „Sierp i Młot” Bohatera Pracy Socjalistycznej (31 maja 1986)
- Order Lenina (dwukrotnie, 17 kwietnia 1958 i 31 maja 1986)
- Order Czerwonego Sztandaru Pracy (czterokrotnie, 14 kwietnia 1944, 24 lutego 1946, 2 kwietnia 1966 i 2 lipca 1971)
- Order Przyjaźni Narodów (6 sierpnia 1976)
- Order „Znak Honoru” (24 lutego 1941)
- Nagroda Stalinowska (trzykrotnie, 1946, 1947 i 1948)
- Nagroda Państwowa Gruzińskiej SRR im. Rustaweli (1969)
- Medal „Za pracowniczą dzielność” (27 października 1953)